# Fabio Acevedo
Fabio Acevedo (nascido em 9 de dezembro de 1949) é um ex-ciclista de estrada colombiano.
Representou seu país, Colômbia, no ciclismo nos Jogos Olímpicos de Verão de 1972, terminando na vigésima segunda posição dos 100 km contrarrelógio por equipes.